# Теорема Ван-Обеля о четырёхугольнике
Теорема Ван-Обеля (Van Aubel или, в некоторых источниках, Van Obel) — теорема фламандского математика Генри ван Обеля (англ. Henricus Hubertus van Aubel), доказанная в 1878 году.
Является частным случаем теоремы Петра — Дугласа — Неймана, а из самой теоремы Ван-Обеля следует теорема Тебо.

## Формулировка

Теорема может быть применена к самопересекающимся четырёхугольникам

Если на сторонах произвольного несамопересекающегося четырёхугольника построить квадраты внешним образом и соединить центры противоположных, то полученные отрезки будут равны и перпендикулярны. (См рис.)